# Sodaville
Sodaville est une ville américaine située dans l'État de l'Oregon et dans le comté de Linn.

## Démographie
Au recensement de 2010, sa population était de 308 hab dont 116 ménages et 85 familles résidentes. La densité de population était de 383,6 hab/km2
La répartition ethnique était de 89,3 % d'Euro-Américains et 10,7 % d'autres races.
En 2000, le revenu moyen par habitant était de 14 596 dollars avec 8,9 % vivant sous le seuil de pauvreté.

## Source
- (en) Cet article est partiellement ou en totalité issu de l’article de Wikipédia en anglais intitulé « Sodaville, Oregon » (voir la liste des auteurs).